# فینینگن
فینینگن (به آلمانی: Finningen) یک شهر در آلمان است که در بایرن واقع شده‌است.

## خصوصیات
فینینگن ۲۷٫۸۴ کیلومترمربع مساحت دارد ۴۹۵ متر بالاتر از سطح دریا واقع شده‌است.